# Pilodeudorix
Pilodeudorix is een geslacht van vlinders van de familie van de Lycaenidae.  De wetenschappelijke naam en de beschrijving van dit geslacht werden voor het eerst in 1891 gepubliceerd door Hamilton Herbert Druce.

## Soorten
- Pilodeudorix anetia (Hulstaert, 1924)
- Pilodeudorix angelita (Suffert, 1904)
- Pilodeudorix ankoleensis (Stempffer, 1954)
- Pilodeudorix aruma (Hewitson, 1873)
- Pilodeudorix aucta (Karsch, 1895)
- Pilodeudorix aurivilliusi (Stempffer, 1954)
- Pilodeudorix azurea (Stempffer, 1964)
- Pilodeudorix badhami (Carcasson, 1961)
- Pilodeudorix baginei (Collins & Larsen, 1991)
- Pilodeudorix bemba (Neave, 1910)
- Pilodeudorix bwamba (Stempffer, 1962)
- Pilodeudorix caerulea (Druce, 1890).
- Pilodeudorix camerona (Plötz, 1880)
- Pilodeudorix catalla (Karsch, 1895)
- Pilodeudorix catori (Bethune-Baker, 1903)
- Pilodeudorix congoana (Aurivillius, 1923)
- Pilodeudorix corruscans (Aurivillius, 1898)
- Pilodeudorix csomae Collins, Libert & Safian, 2015
- Pilodeudorix deritas (Hewitson, 1874)
- Pilodeudorix dimitris (d’Abrera, 1980)
- Pilodeudorix diyllus (Hewitson, 1878)
- Pilodeudorix ducarmei (Collins & Larsen, 1998)
- Pilodeudorix fumata (Stempffer, 1954)
- Pilodeudorix gagnoti Libert, 2004
- Pilodeudorix hamidou Libert, 2004
- Pilodeudorix hugoi Libert, 2004
- Pilodeudorix intermedia Safian, 2015
- Pilodeudorix jacksoni (Talbot, 1935)
- Pilodeudorix kiellandi (Congdon & Collins, 1998)
- Pilodeudorix kohli (Aurivillius, 1921)
- Pilodeudorix laticlavia (Clench, 1965)
- Pilodeudorix leonina (Bethune-Baker, 1904)
- Pilodeudorix mano Safian, 2015
- Pilodeudorix mera (Hewitson, 1873)
- Pilodeudorix mimeta (Karsch, 1895)
- Pilodeudorix minuta Collins & Safian, 2015
- Pilodeudorix namukana Libert, 2004
- Pilodeudorix nyanzae Libert, 2004
- Pilodeudorix nyungwe Collins, Libert & Safian, 2015
- Pilodeudorix obscurata (Trimen, 1891)
- Pilodeudorix otraeda (Hewitson, 1863)
- Pilodeudorix pseudoderitas (Stempffer, 1964)
- Pilodeudorix putu Safian, 2015
- Pilodeudorix rodgersi (Kielland, 1985)
- Pilodeudorix ula (Karsch, 1895)
- Pilodeudorix violetta (Aurivillius, 1897)
- Pilodeudorix virgata (Druce, 1891)
- Pilodeudorix virgatoides Collins, Libert & Safian, 2015
- Pilodeudorix zela (Hewitson, 1869)
- Pilodeudorix zeloides (Butler, 1901)
- Pilodeudorix zelomina (Rebel, 1914)